# Pilar (Cápiz)
Pour les articles homonymes, voir Pilar.
Pilar est une municipalité de la province de Cápiz, aux Philippines. En 2015, la localité compte 45 287 habitants.